# Thomas Vaughan
Pour les articles homonymes, voir Thomas Vaughan (homonymie) et Vaughan.
Thomas Vaughan (1621-1666) est un alchimiste et philosophe hermétique gallois, frère jumeau du poète Henry Vaughan.

## Biographie
Il entre au Jesus College d'Oxford en 1638, où il étudie pendant dix ans, en pleine Première révolution anglaise. Il devient ensuite recteur de la paroisse de Llansanffraid, et entreprend des études de médecine, avant d'être évincé en 1650, en raison de ses opinions royalistes.
En 1651, il épouse sa femme Rebecca, qui deviendra également sa partenaire de laboratoire. Tous deux poursuivent leur vie à Londres.
Selon la théorie la plus probable, Thomas Vaughan serait le véritable auteur de plusieurs traités alchimiques publiés sous le pseudonyme d'Eugène Philalèthe (à ne pas confondre avec Eyrénée Philalèthe, alchimiste également et contemporain de Vaughan) , dont beaucoup firent polémique dans le monde universitaire anglais de l'époque. Celui-ci a d'ailleurs confessé avoir longtemps cherché la pierre philosophale.
Thomas Vaughan meurt en 1666, dans des circonstances mystérieuses. Il aurait inhalé accidentellement du mercure au cours d'une expérience dans son laboratoire.

### Ouvrages
- Œuvres complètes de Thomas Vaughan, dit Eugène Philalèthe, Beya, Grez-Doiceau, 2024,  (ISBN 978-2-930729-29-9).
- Œuvres complètes de Thomas Vaughan, dit Eugène Philalèthe, La Table d'Émeraude, 2000,  (ISBN 2903965501).
- The Works of Thomas Vaughan, édi. par Alan Rudrum, Oxford, Clarendon Press, 1984
- Anthroposophia Theomagica and Anima Magica Abscondita, Londres, 1650
- Magia Adamica and The Man-Mouse Taken in a Trap, Londres, 1650
- Aqua vitae(1659), édi. par Donald Dickson, Medieval and Renaissance Texts and Studies, 2001

### Études
- F. E. Hutchinson, Henry Vaughan. A Life and Interpretation, Oxford, Clarendon Press, 1947.
- Alan Rudrum, Vaughan, Thomas, apud Dictionary of Gnosis and Western Esotericism, Brill, 2005, t. II, p. 1157-1159.